# Heathens (bài hát)
"Heathens" là một ca khúc do bộ đôi nhóm nhạc người Mỹ Twenty One Pilots viết và thu âm, phát hành làm đĩa đơn chính cho nhạc phim Biệt đội cảm tử (2016) vào ngày 16 tháng 6 năm 2016, thông qua Atlantic Records và Warner Bros. Records. Bài hát do Tyler Joseph viết và sản xuất bên cạnh Mike Elizondo. "Heathens" đã đạt vị trí thứ hai trên Billboard Hot 100, cùng với "Stressed Out" là những đĩa đơn xếp hạng cao nhất của nhóm tính đến nay. "Heathens" đã nhận được ba đề cử giải Grammy tại lễ trao lần thứ 59.

## Hoàn cảnh ra đời
Ngày 15 tháng 6 năm 2016, Twenty One Pilots đã tweet một tin nhắn bằng mã morse đọc là "takeitslow", một câu hát trích từ "Heathens". Cùng ngày đó bài hát bị rò rỉ trên internet. Ngày kế tiếp 16 tháng 6, có tiết lộ rằng ca khúc sẽ xuất hiện trong album nhạc phim siêu anh hùng Mỹ 2016 Biệt đội cảm tử dựa trên đội nhân vật phản diện của DC Comics. Album được phát hành ngày 5 tháng 8 năm 2016. Tyler nói về bài hát, "tôi có cảm giác đây là bài hát của riêng nhóm vậy".

## Diễn biến thương mại
Ca khúc đứng ở vị trí á quân trong bốn tuần liên tiếp trên bảng xếp hạng Mỹ Billboard Hot 100, nhưng không thể vượt mặt "Closer" của The Chainsmokers, trở thành bài hát thứ năm của nhóm lọt vào tốp 5 trên Hot 100. Đây là đĩa đơn xếp hạng cao nhất của ban nhạc cùng với "Stressed Out". Bài hát có mười tám tuần liên tiếp trong tốp 10 của Hot 100 trước khi bị loại vào ngày 31 tháng 12 năm 2016.
Với "Ride" xếp thứ năm và "Heathen" xếp thứ tư trong cùng tuần giúp Twenty One Pilots trở thành nghệ sĩ rock thứ ba (sau Elvis Presley và The Beatles, đánh dấu cột mốc sau 47 năm) có đồng thời hai đĩa đơn lọt vào tốp 5 trong lịch sử 58 năm của bảng xếp hạng. Ban nhạc cũng là nghệ sĩ alternative đầu tiên làm được điều này. Bài hát còn đứng quán quân ở Hot Rock Songs và Alternative Songs. Tính đến tháng 12 năm 2016, "Heathens" đã tiêu thụ 1,7 triệu bản tại Hoa Kỳ.

## Thành viên thực hiện
- Tyler Joseph – hát, piano, bass guitar, synthesizer,
- Josh Dun – trống, nhạc cụ

## Xếp hạng
| Xếp hạng (2016)                                 | Vị trí cao nhất |
| ----------------------------------------------- | --------------- |
| Argentina (Monitor Latino)                      | 7               |
| Úc (ARIA)                                       | 3               |
| Áo (Ö3 Austria Top 40)                          | 4               |
| Belarus (Unistar Radio Top 20)                  | 5               |
| Bỉ (Ultratop 50 Flanders)                       | 10              |
| Bỉ (Ultratop 50 Wallonia)                       | 16              |
| Canada (Canadian Hot 100)                       | 3               |
| Canada AC (Billboard)                           | 45              |
| Canada CHR/Top 40 (Billboard)                   | 5               |
| Canada Hot AC (Billboard)                       | 15              |
| Canada Rock (Billboard)                         | 6               |
| Colombia (National-Report)                      | 74              |
| Cộng hòa Séc (Rádio Top 100)                    | 3               |
| Cộng hòa Séc (Singles Digitál Top 100)          | 1               |
| Đan Mạch (Tracklisten)                          | 11              |
| Phần Lan (Suomen virallinen lista)              | 6               |
| France (SNEP)                                   | 4               |
| Trường songid là BẮT BUỘC CHO BẢNG XẾP HẠNG ĐỨC | 9               |
| Germany (Airplay Chart)                         | 7               |
| Hungary (Single Top 40)                         | 7               |
| Ireland (IRMA)                                  | 4               |
| Italy (FIMI)                                    | 11              |
| Lebanon (Lebanese Top 20)                       | 9               |
| Hà Lan (Dutch Top 40)                           | 10              |
| Hà Lan (Single Top 100)                         | 12              |
| New Zealand (Recorded Music NZ)                 | 2               |
| Na Uy (VG-lista)                                | 4               |
| Ba Lan (Polish Airplay Top 100)                 | 8               |
| Poland (Video Chart)                            | 5               |
| Bồ Đào Nha (AFP)                                | 4               |
| Russia Airplay (Tophit)                         | 12              |
| Scotland (OCC)                                  | 5               |
| Slovakia (Rádio Top 100)                        | 37              |
| Slovakia (Singles Digitál Top 100)              | 1               |
| Tây Ban Nha (PROMUSICAE)                        | 28              |
| Thụy Điển (Sverigetopplistan)                   | 6               |
| Thụy Sĩ (Schweizer Hitparade)                   | 3               |
| Anh Quốc (OCC)                                  | 5               |
| Hoa Kỳ Billboard Hot 100                        | 2               |
| Hoa Kỳ Adult Pop Airplay (Billboard)            | 2               |
| Hoa Kỳ Dance Club Songs (Billboard)             | 16              |
| Hoa Kỳ Dance/Mix Show Airplay (Billboard)       | 11              |
| Hoa Kỳ Hot Rock Songs (Billboard)               | 1               |
| Hoa Kỳ Mainstream Rock (Billboard)              | 20              |
| Hoa Kỳ Pop Airplay (Billboard)                  | 2               |
| Hoa Kỳ Rhythmic (Billboard)                     | 33              |

| Xếp hạng (2016)                      | Vị trí |
| ------------------------------------ | ------ |
| Australia (ARIA)                     | 27     |
| Austria (Ö3 Austria Top 40)          | 18     |
| Belgium (Ultratop Flanders)          | 53     |
| Belgium (Ultratop Wallonia)          | 75     |
| Canada (Canadian Hot 100)            | 22     |
| Denmark (Tracklisten)                | 64     |
| Germany (Official German Charts)     | 34     |
| Netherlands (Single Top 100)         | 65     |
| New Zealand (Recorded Music NZ)      | 24     |
| Switzerland (Schweizer Hitparade)    | 34     |
| UK Singles (Official Charts Company) | 38     |
| US Billboard Hot 100                 | 21     |
| US Adult Top 40 (Billboard)          | 37     |
| US Hot Rock Songs (Billboard)        | 3      |
| US Mainstream Top 40 (Billboard)     | 29     |

## Chứng nhận
| Quốc gia | Chứng nhận  | Số đơn vị/doanh số chứng nhận |
| --- | ----------- | ----------------------------- |
| Úc (ARIA) | 2× Platinum | 140.000‡                      |
| Canada (Music Canada) | 2× Platinum | 0*                            |
| Ý (FIMI) | Platinum    | 50.000‡                       |
| New Zealand (RMNZ) | Platinum    | 0*                            |
| Anh Quốc (BPI) | Platinum    | 200,000‡                      |
| Hoa Kỳ (RIAA) | 3× Platinum | 1,700,000‡                    |
| * Chứng nhận dựa theo doanh số tiêu thụ. ^ Chứng nhận dựa theo doanh số nhập hàng. ‡ Chứng nhận dựa theo doanh số tiêu thụ và phát trực tuyến. |             |                               |

## Lịch sử phát hành
| Khu vực  | Ngày                | Định dạng              | Hãng đĩa              |
| -------- | ------------------- | ---------------------- | --------------------- |
| Toàn cầu | 16 tháng 6 năm 2016 | tải kĩ thuật số stream | Atlantic Warner Bros. |
| Hoa Kỳ   | 20 tháng 6 năm 2016 | Contemporary hit radio | Atlantic Warner Bros. |